# チェルトナムフェスティバル
チェルトナムフェスティバル（Cheltenham Festival）とは毎年3月にグロスターシャーのチェルトナム競馬場で行われる競馬の障害競走の祭典である。
14のG1レースを含む28のレースが行われる。英愛障害競馬の各路線の年間王者決定戦シリーズの性格を有する開催であり、イギリスとアイルランドの障害の有力馬が集う一大イベントである、かつては3日間の開催だったが、2005年より4日間に増やされた。単一競走での馬券の売り上げはグランドナショナルに譲るが、イギリスにおける馬券売上のランキングの上位20位までは、グランドナショナルとダービーステークス以外はこの開催の競走で占められている。アイルランドからも多くのファンが訪れる、英国最大の競馬開催である。

## 歴史
- 1902年 創設
- 1924年 チェルトナムゴールドカップ開始。
- 1927年 チャンピオンハードル開始。
- 1959年 チャンピオンチェイス開始。
- 1972年 ステイヤーズハードル開始。
- 2001年 口蹄疫流行のため中止。
- 2005年 4日間開催となる。
- 2008年 2日目の競走が強風のため延期。

## 施行する競走（2025年）

### 初日～チャンピオンデイ～
| 施行    | 競走名                                                                                        | 競走格 | 出走条件                       | 施行距離                 | 賞金総額     |
| ------- | --------------------------------------------------------------------------------------------- | ------ | ------------------------------ | ------------------------ | ------------ |
| 第1競走 | ミシェル・オサリバンシュプリームノービシスハードル                                            | G1     | 4歳以上ノービス                | ハードル旧コース2ml87y   | 12万ポンド   |
| 第2競走 | マイペンシオンエキスパートアークルチャレンジトロフィー ノービシスチェイス                     | G1     | 5歳以上ノービス                | チェイス旧コース1m7f199y | 15万ポンド   |
| 第3競走 | アルティマハンデキャップチェイス                                                              | PrH    | 5歳以上                        | チェイス旧コース3m1f     | 10万ポンド   |
| 第4競走 | クローズブラザーズメアズハードル                                                              | G1     | 4歳以上牝馬                    | ハードル旧コース2m3f200y | 10万ポンド   |
| 第5競走 | ユニベットチャンピオンハードルチャレンジトロフィー                                            | G1     | 4歳以上                        | ハードル旧コース2m87y    | 40万ポンド   |
| 第6競走 | ヘル・ガーテン&ノヴム・ウィネスハンデキャップハードル                                         | PrH    | 4歳                            | ハードル旧コース2m87y    | 7万5千ポンド |
| 第7競走 | プリンセス・ロイヤルナショナルハントチャレンジカップ アマチュアジョッキーズノービシスチェイス | G2     | アマチュア騎手 5歳以上ノービス | チェイス旧コース3m5f201y | 10万ポンド   |

### 2日目～レイディーズデイ～
| 施行    | 競走名                                                                          | 競走格 | 出走条件               | 施行コース                      | 賞金総額   |
| ------- | ------------------------------------------------------------------------------- | ------ | ---------------------- | ------------------------------- | ---------- |
| 第1競走 | ターナーズノービシスハードル                                                    | G1     | 4歳以上ノービス        | ハードル旧コース2m5f            | 12万ポンド |
| 第2競走 | ブラウンアドバイザリーノービシスチェイス                                        | G1     | 5歳以上ノービス        | チェイス旧コース3m80y           | 15万ポンド |
| 第3競走 | コーラルカップハンデキャップハードル                                            | PrH    | 5歳以上                | ハードル旧コース2m5f            | 9万ポンド  |
| 第4競走 | グレンファークラスチェイス                                                      | C2     | 5歳以上                | クロスカントリー旧コース3m6f37y | 6万ポンド  |
| 第5競走 | ベッドMGMクイーンマザーチャンピオンチェイス                                     | G1     | 5歳以上                | チェイス旧コース1m7f199y        | 35万ポンド |
| 第6競走 | ジョニー・ヘンダーソングランドアニュアルチャレンジカップ ハンデキャップチェイス | PrH    | 5歳以上                | チェイス旧コース1m7f199y        | 10万ポンド |
| 第7競走 | ウェットヒアデイズチャンピオンバンパー                                          | G1     | 4歳以上6歳以下バンパー | フラット旧コース2m87y           | 7万ポンド  |

### 3日目～セントパトリックスサーズデイ～
| 施行    | 競走名                                                                                        | 競走格 | 出走条件               | 施行コース               | 賞金総額     |
| ------- | --------------------------------------------------------------------------------------------- | ------ | ---------------------- | ------------------------ | ------------ |
| 第1競走 | ライアンエアーメアズノービシスハードル                                                        | G2     | 4歳以上牝馬ノービス    | ハードル新コース2m179y   | 7万5千ポンド |
| 第2競走 | ジャック・リチャードノービシスリミテッドハンデキャップチェイス                                | G2     | 5歳以上ノービス        | チェイス新コース2m4f127y | 6万4千ポンド |
| 第3競走 | パーテンプスネットワークファイナル ハンデキャップハードル                                     | PrH    | 5歳以上                | ハードル新コース2m7f213y | 9万ポンド    |
| 第4競走 | ライアンエアーチェイス                                                                        | G1     | 5歳以上                | チェイス新コース2m4f127y | 30万ポンド   |
| 第5競走 | パディーパワーステイヤーズハードル                                                            | G1     | 4歳以上                | ハードル新コース2m7f213y | 30万ポンド   |
| 第6競走 | トラストトレーダープレートハンデキャップチェイス                                              | PrH    | 5歳以上                | チェイス新コース2m4f127y | 10万ポンド   |
| 第7競走 | フュークウォルウインキムミュアーチャレンジカップ アマチュアジョッキーズハンデキャップチェイス | C2     | アマチュア騎手 5歳以上 | チェイス新コース3m2f     | 6万5千ポンド |

### 最終日～ゴールドカップデイ～
| 施行    | 競走名                                                                        | 競走格 | 出走条件                           | 施行コース               | 賞金総額   |
| ------- | ----------------------------------------------------------------------------- | ------ | ---------------------------------- | ------------------------ | ---------- |
| 第1競走 | JCBトライアンフハードル                                                       | G1     | 4歳ノービス                        | ハードル新コース2m179y   | 12万ポンド |
| 第2競走 | ウイリアム・ヒルカウンティハンデキャップハードル                              | PrH    | 5歳以上                            | ハードル新コース2m179y   | 9万ポンド  |
| 第3競走 | ミスパディーパワーメアズチェイス                                              | G2     | 5歳以上牝馬                        | チェイス新コース2m4f127y | 10万ポンド |
| 第4競走 | アルバート・バートレットノービシスハードル                                    | G1     | 4歳以上ノービス                    | ハードル新コース2m7f213y | 12万ポンド |
| 第5競走 | ボードレスチェルトナムゴールドカップチェイス                                  | G1     | 5歳以上                            | チェイス新コース3m2f70y  | 50万ポンド |
| 第6競走 | セントジェームズパレスフェスティバルチャレンジカップ オープンハンターチェイス | C2     | 5歳以上                            | チェイス新コース3m2f70y  | 4万ポンド  |
| 第7競走 | マーティンパイプコンディショナルジョッキーズ ハンデキャップハードル           | C2     | コンディショナルジョッキー 5歳以上 | ハードル新コース2m4f56y  | 5万ポンド  |